# Alexandra de Oldemburgo
Alexandra Petrovna (em russo: Александра Петровна; romaniz.: Aleksándra Petróvna; São Petersburgo, 2 de junho de 1838 – Kiev, 25 de abril de 1900) foi uma grã-duquesa russa por seu casamento com o grão-duque Nicolau Nikolaevich da Rússia. Nascida uma duquesa de Oldemburgo, era filha do duque Pedro Georgievich de Oldemburgo e bisneta do czar Paulo I da Rússia. Depois do colapso do casamento, Alexandra retirou-se da vida na corte e acabou por se tornar freira com o nome de Irmã Anastásia.

## Primeiros anos
Alexandra Petrovna nasceu no dia 2 de junho de 1838 em São Petersburgo como duquesa Alexandra Frederica Guilhermina de Oldemburgo, a filha mais velha dos oito nascidos no casamento entre o duque Pedro Georgievich de Oldemburgo e da princesa Teresa de Nassau-Weilburg, meia-irmã da princesa Sofia de Nassau, consorte do rei Óscar II da Suécia. Alexandra pertencia a uma família alemã, mas cresceu na Rússia, onde a sua família tinha laços familiares fortes com a dinastia Romanov.
O duque Pedro Georgievich de Oldemburgo, pai de Alexandra, era o único filho que chegou à idade adulta da grã-duquesa Catarina Pavlovna, quarta filha do czar Paulo I da Rússia. Pedro prestou serviço militar no exército imperial russo e foi também um intelectual e filantropo. Alexandra cresceu no ambiente feliz da família Oldemburgo. Pedro Georgievich e a sua esposa tinham uma vida familiar exemplar e foram muito atenciosos com a educação dos seus filhos. A família passava os meses de inverno em Peterhof e mudava-se para a sua residência em Kamenoi-Ostroff no verão. A educação de Alexandra despertou nela um grande interesse por medicina e um desejo de resolver os problemas sociais dos pobres.

## Casamento

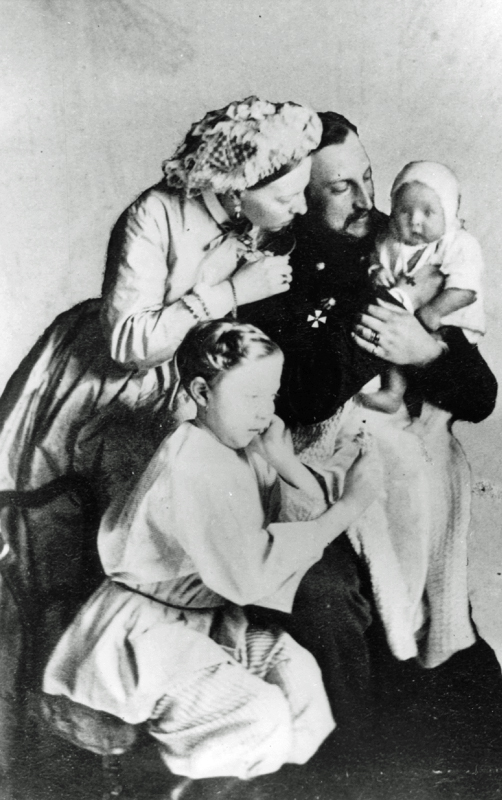
Alexandra com o marido e os dois filhos.

Os pais de Alexandra arranjaram-lhe um casamento com uma figura de grande estatuto. No dia 25 de outubro de 1855 a duquesa ficou noiva do grão-duque Nicolau Nikolaevich, terceiro filho do czar Nicolau I da Rússia e seu primo em segundo-grau. Alexandra, que tinha sido educada como luterana, converteu-se à igreja ortodoxa no dia 7 de janeiro de 1856 e passou a ser tratada por Sua Alteza Imperial, a grã-duquesa Alexandra Petrovna da Rússia. O casamento realizou-se no dia 6 de fevereiro de 1856 em Peterhof. O primeiro filho do casal nasceu nove meses depois no primeiro andar dos seus aposentos no Palácio de Inverno. Em dezembro de 1861, o casal mudou-se para o recém-construído Palácio de Nicolau, na Praça da Anunciação onde, em 1864, Alexandra deu à luz o seu segundo e último filho, o grão-duque Pedro Nikolaevich. Nesta altura o casamento já tinha começado a desmoronar-se.
Alexandra era pouco interessante e pouco sofisticada. Gostava de simplicidade e preferia vestir-se modestamente e evitar a vida pública. Dedicava grande parte do seu tempo à religião e ao seu interesse crescente pela medicina. Era também uma pintora de talento. Alexandra não era bonita, mas a sua sinceridade e boas maneiras faziam com que ganhasse amizades facilmente. Dava-se muito bem com ambas as suas cunhadas, a czarina Maria Alexandrovna e a grã-duquesa Alexandra Iosifovna. Nos primeiros tempos de casamento, o seu marido respeitava as suas ideias e chegou a financiar um hospital em São Petersburgo onde as teorias de Alexandra se desenvolveram e foram postas em prática e onde os doentes pobres eram tratados gratuitamente. Muitas vezes era a própria grã-duquesa que cuidava deles. Mais tarde criou também um instituto para a formação de enfermeiras em São Petersburgo.
No final da década de 1860, o casamento estava destruído. O casal tinha descoberto que não tinha nada em comum. Como Alexandra tinha consciência de que tinha poucos atractivos físicos e sociais, preferia ficar em casa, algo que irritava o seu marido que se queixava da sua simplicidade e da sua forma de vestir. Quando se converteu à Igreja Ortodoxa depois do casamento, Alexandra tornou-se extremamente devota.
O palácio do casal em São Petersburgo eram tão grande que os dois podiam não se ver e apenas apareciam juntos em cerimónias oficiais. Com o tempo, Nicolau passou a ter uma relação permanente com a sua amante, Catarina Chislova, uma dançarina do Teatro de Krasnoye Selo. O grão-duque não fazia nada para esconder este caso amoroso e, em 1868, Catarina deu à luz o primeiro filho do casal.
Em 1870 já não havia nada no casamento senão amargura. A única coisa que Alexandra podia fazer em relação à infidelidade do marido era ressenti-la. A grã-duquesa começou a passar cada vez mais tempo em Kiev enquanto o seu marido dividia o seu tempo entre os seus filhos legítimos e a sua segunda família. Quando o grão-duque conseguiu um título para a sua amante e filhos ilegítimos, Alexandra Petrovna implorou ao czar Alexandre II que o impedisse, mas este não se mostrou interessado em defender a sua cunhada. "Penso que entende," disse-lhe o czar abertamente, "que o seu marido se encontra no ponto mais alto da sua vida e precisa de ter uma mulher por quem esteja apaixonado. E olhe bem para si! Veja como se veste! Não conseguiria atrair nenhum homem!". Contudo, depois desta reunião, Alexandre aconselhou mesmo o seu irmão a ser mais discreto e exilou a sua amante na Lituânia.
Algumas fontes afirmam que Alexandra teve um amante para se vingar da infidelidade do marido e que teve um filho deste em 1868, contudo a história parecesse improvável e não existem provas credíveis de que fosse verdade.

## Últimos anos

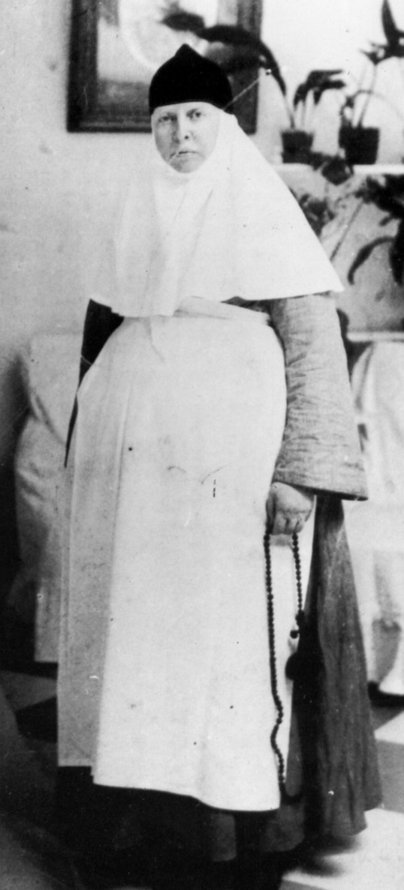
Alexandra como freira.

Em 1880, Alexandra saiu de São Petersburgo de vez para começar uma nova vida em Kiev. Primeiro viveu no Palácio Mariyinsky, a residência oficial do czar em Kiev, mas depois mudou-se para um convento. Contudo, recusou-se a dar o divórcio que o marido tanto queria. O grão-duque Nicolau Nikolaevich tinha esperanças de vir a viver mais tempo do que a esposa, como foi o caso do seu irmão Alexandre II que, assim que ficou viúvo, se casou com a sua amante. Mas Alexandra, apesar de não estar de boa saúde, viveu mais tempo do que o seu marido e a amante dele. Catarina Chislova morreu em 1889 e o grão-duque sofreu o mesmo destino dois anos depois. Quando Nicolau morreu na Crimeia em 1891, Alexandra recusou-se a estar presente no funeral. Mesmo depois de morto, não o perdoou. Também se recusou a prestar homenagem ao seu marido quando o comboio que o transportou até São Petersburgo fez uma paragem em Kiev.
Alexandra tornou-se freira com o nome de "Irmã Anastásia", jurando os seus votos no dia 3 de novembro de 1889 em Kiev, quando o seu marido ainda estava vivo. Criou um convento com freiras enfermeiras que tinha os seus próprios hospitais, asilos e salas para tratar os pobres. Dedicou o resto da sua vida ao trabalho, algo que sempre tinha sido a sua prioridade. Continuou muito chegada aos seus dois filhos que tinham ficado do seu lado quando a família se desmoronou. Estava na Crimeia, em 1898, quando a sua nora, a grã-duquesa Milica, deu à luz duas filhas gémeas, uma das quais morreu pouco depois de nascer. Alexandra levou os restos mortais da sua neta consigo e enterrou-os no cemitério do seu convento em Kiev. Alexandra morreu no Mosteiro Kievo Pechersky, em Kiev, no dia 25 de abril de 1900 de cancro no estômago aos 61 anos de idade. A sua sepultura encontra-se no jardim do convento e é cuidada pelas freiras que ainda hoje continuam o seu trabalho.